# 腔阔盘吸虫
腔阔盘吸虫（学名：Eurytrema coelomaticum）为双腔科阔盘属的动物。分布于东南亚、俄罗斯以及中国大陆的南方各省等地，营寄生生活，终末宿主黄牛、山羊、骆驼，寄生于胰脏以及胰管。